# Georg Elser
Johann Georg Elser (4. ledna 1903, Hermaringen, Německo – 9. dubna 1945, Dachau, Německo) byl německý odpůrce nacismu, osamělý strůjce neúspěšného atentátu na Adolfa Hitlera roku 1939. Brzy po činu byl dopaden, uvězněn a krátce před koncem války popraven.

## Život
Narodil se v Hermaringenu nedaleko Ulmu. Jeho rodiče Ludwig Elser a Maria Müller se vzali jeden rok po jeho narození. V letech 1910–1917 navštěvoval základní školu v Königsbronnu, zde projevil svoje nadání v kreslení a v ručních pracích. Pocházel z tradiční, hluboce věřící a praktikující křesťanské rodiny. Jeho otec byl rolník a vetešník a očekával, že mu po škole Georg pomůže, avšak ten se raději dal na učení ve slévárnách. Toho však musel po dvou letech zanechat ze zdravotních důvodů. Jeho zájem přešel na tesařinu, kterou se začal do roku 1922 učit. Své řemeslo uplatnil v Königsbronnu, Aalenu, Heidenheimu. V letech 1925–1929 pracoval jako hlídač v továrně na hodinky, kde se naučil vyrábět časovače. Od roku 1929 do 1932 pracoval opět jako truhlář ve Švýcarsku.
Poté se navrátil Königsbronnu, kde nějaký čas pracoval s rodiči. V těchto letech se stále více setkával s nacismem, jakožto praktikující křesťan a přesvědčený pacifista měl s místními členy NSDAP drobné spory. V roce 1930 se mu narodil syn Manfred. Avšak jeho matku, Mathildu Niedermann, si za ženu nevzal. Žili odděleně a on musel platit výživné. Přestože volil komunistickou stranu, tvrdil, že komunisté dostatečně nebojují proti rozmáhající se nacistické ideologii v Evropě. Když v květnu 1938 nastala sudetská krize, nevěřil Hitlerovým provoláním o míru a byl přesvědčen, že hlava nacistické mašinérie musí být odstraněna. Rozhodl se proto, že umístí bombu do mnichovského Měšťanského pivovaru (Bürgerbräukeller) a nechá ji vybuchnout během tradičního Hitlerova projevu k výročí pivního puče (8. listopadu 1923) .

## Atentát

### Příprava
V listopadu 1938 přijel Elser do Mnichova a sledoval zde Hitlerův projev k výročí puče v Měšťanském pivovaru. Zde si zmapoval celou pivnici. Po projevu a následném průvodu odcestoval zpět. Díky poznatkům, které získal, se rozhodl, že příští rok zabije při této příležitosti Hitlera pomocí bomby, umístěné do pilíře, který se nacházel za řečnickým pultem.
Následně v kamenolomu, kde se pro ten účel nechal zaměstnat, potají nasbíral materiál, který potřeboval k sestrojení bomby, rozbušky, roznětky a zásobu střelného prachu. Počátkem srpna 1939 odcestoval a ubytoval se v Mnichově. Poté chodíval každý večer do Měšťanského pivovaru na večeři, schoval se v oddělení pro zaměstnance, kde setrval do doby, kdy se v pivnici nikdo nenacházel. Pak pracoval za svitu ruční svítilny až do rána, kdy v osm hodin ráno nastupovali první zaměstnanci. Poté vyklouzl zadním vchodem ven.

### Provedení a dopadení
Vysekával tajnou schránku v nosném sloupu galerie nad místem řečnického pultu Adolfa Hitlera. Tyto práce mu zabraly více než měsíc, než byla bomba hotová. Tu poté umístil do pilíře. Vše naplánoval tak, aby časovač spustil bombu 8. listopadu ve 21.20, přibližně v polovině Hitlerova projevu. Führer však na poslední chvíli změnil plán, protože se ještě ten večer potřeboval vrátit do Berlína. Před začátkem projevu požádal jednoho důstojníka SA, aby mu signalizoval, kdy má končit. Ten mu již kolem 21. hodiny ukázal tabulku „Končit!“ a Hitler poté svou řeč uzavřel a spěchal na nádraží. Když bomba vybuchla, seděl již ve vlaku do Berlína. Výbuch si vyžádal sedm lidských životů a 57 zraněných. Hitlerovi se tak jako při dalších pokusech o atentát nic nestalo.

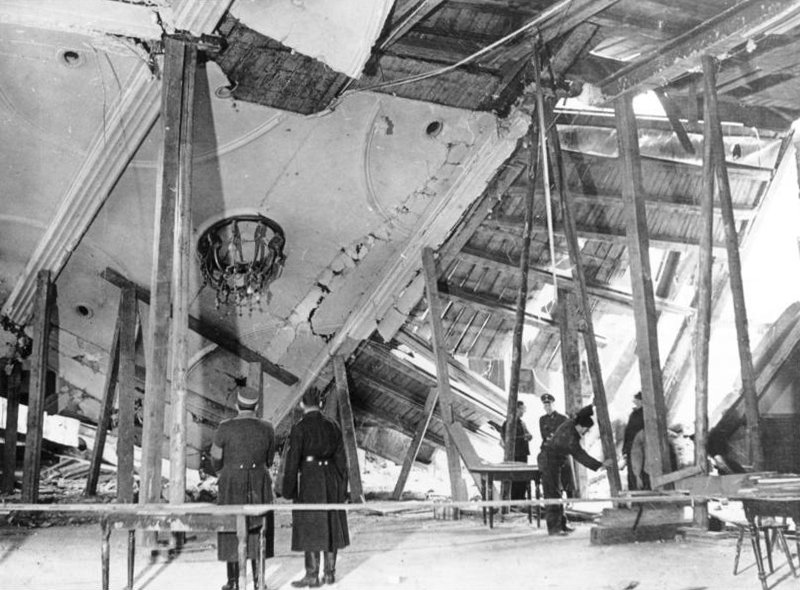
Pivnice po atentátu

Elser byl tou dobou již v Kostnici, na hranicích se Švýcarskem. Dříve zde několik let žil; později, v době přípravy atentátu, zde provedl průzkum, zdali je hranice střežena, avšak to ještě Evropa nebyla ve válce. Nyní, kdy už Německo ve válce bylo, zde byla stráž, s čímž nepočítal. Na kraji města, nedaleko Kreunzlingenu na švýcarské straně hranice, ho zastavili dva němečtí strážní. Elser jim tvrdil, že jen někoho hledá, avšak byl předveden k výslechu, kde byl nucen ukázat obsah svých kapes. Protože měl u sebe kleště, pohlednici s obrázkem Měšťanského pivovaru, rozbušku a komunistický odznak, stal se podezřelým a byl zadržen. Elser se vymlouval, že odchází, aby se vyhnul placení alimentů. Nakonec byl předveden na tamní oddělení gestapa, kde opakoval neustále totéž. Už se ho chystali propustit, když se dozvěděli o atentátu na Hitlera. Byl obviněn jako potenciální atentátník a druhého dne ráno byl převezen zpět do Mnichova.

### Doznání, vězení, poprava
Elser zapíral svůj čin po dobu pěti dnů. Až poté, co musel ukázat svá kolena, na kterých měl po měsíční práci vkleče otlačeniny, se přiznal. Hitler, který se o tento případ osobně velice zajímal, nechtěl uvěřit, že na celém atentátu pracoval jediný člověk bez pomocníků a spojenců. Ze spolupráce byla podezírána především britská výzvědná služba. Proto musel Elser podstoupit různé mučení i hypnózu, aby to přiznal. Elser však nikoho neprozradil, protože neměl koho. V době po atentátu však byli z Nizozemska uneseni britští zpravodajští důstojníci Richard Stevens a Sigismund Payne Best (Incident ve Venlo). Těm však nic nebylo dokázáno. Kromě toho mu byla dána možnost prokázat jeho tvrzení tím, že sestrojí stejný typ výbušniny zcela sám, což se mu povedlo. Několik dní poté byla v novinách uveřejněna, v mnoha věcech nepravdivá, zpráva o atentátu. Do spiknutí byli zataženi, kromě obou Britů, i bývalý československý prezident Edvard Beneš či bývalý nacista a jeden z Hitlerových nepřátel v exilu Otto Strasser. Oba svůj podíl na atentátu popřeli, Strasser však usoudil, že „to nebyl špatný nápad“.
Následně byl Elser převezen do koncentračního tábora v Sachsenhausenu, kde byl brán jako „zvláštní Hitlerův vězeň“, který měl posloužit v poválečném monstrprocesu jako svědek proti poraženým Britům, avšak koncem války se stával nadbytečným. V únoru byl převezen do koncentračního tábora v Dachau. Jak se blížila západní fronta, vydal Hitler na začátku dubna 1945 rozkaz „zvláštního vězně“ Elsera (a např. také admirála Canarise) odstranit. 9. dubna 1945 byl Elser zastřelen důstojníkem SS. V tehdejším německém tisku byla později zveřejněna zpráva, která úmyslně lživě uváděla, že zahynul v důsledku spojeneckého bombardování.

## Ocenění

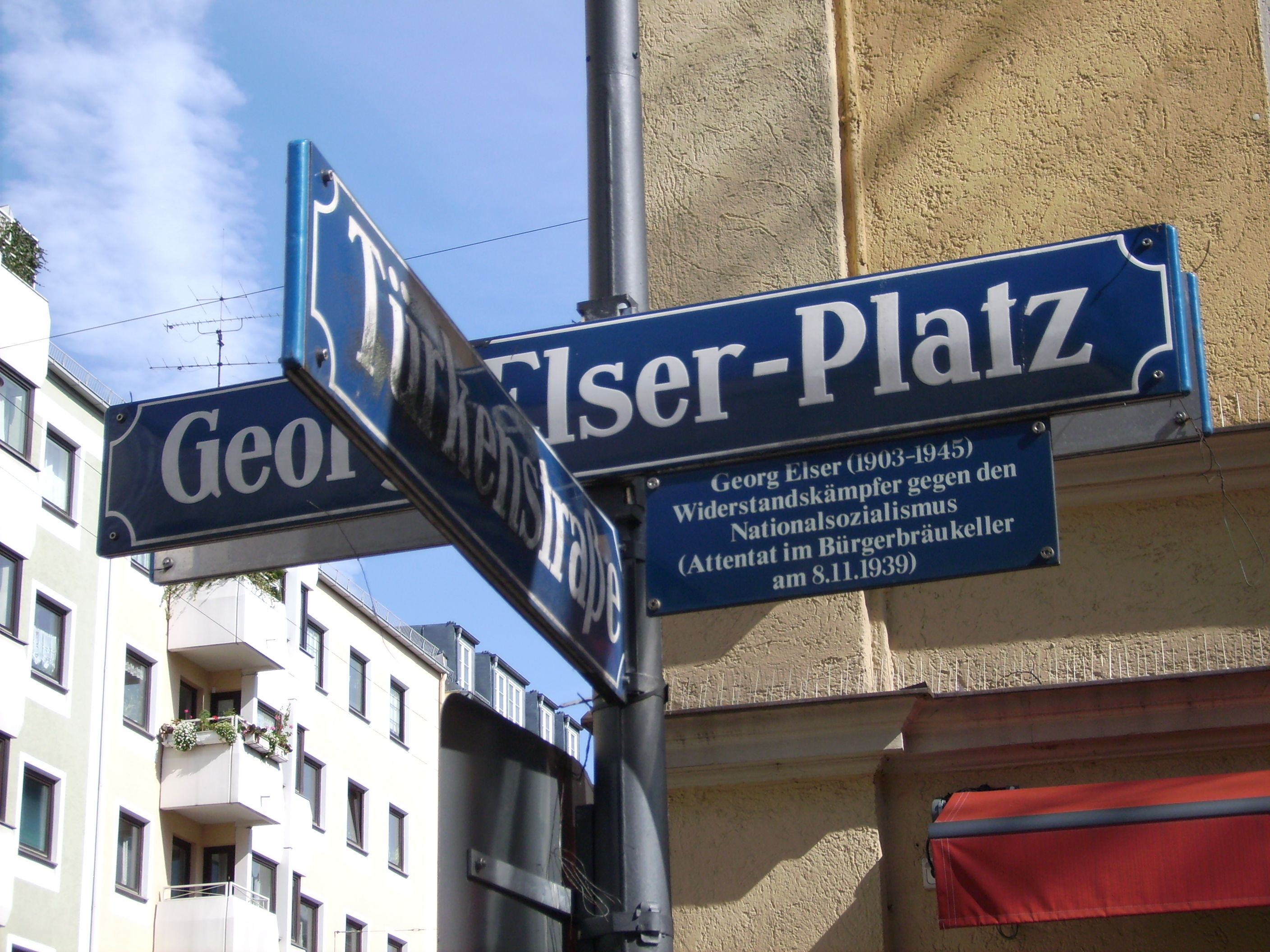
Náměstí v Mnichově pojmenované na počest Elsera

V roce 2003 byl v německém pořadu Naši nejlepší vyhlášen na 97. místě.
8. listopadu 2009, v den 70. výročí atentátu, byl Georgu Elserovi odhalen památník v Kostnici, na místě, kde byl zadržen při pokusu o překročení hranice do Švýcarska. V roce 2015 byl o něm a o atentátu, který provedl, natočený německý film Elser (festivalový název : Elser - mohl změnit svět, /režie : Oliver Hirschbiegel/, hlavní roli hraje německý herec Christian Friedel .
Jsou po něm pojmenována náměstí v Mnichově a v Kostnici.